# Wahlen zum Repräsentantenhaus der Vereinigten Staaten 2014
Die Wahlen zum Repräsentantenhaus der Vereinigten Staaten fanden am 4. November 2014 statt. Gewählt wurden an diesem Tag alle 435 Mandate im US-Repräsentantenhaus. Außerdem wählten die Bürger der amerikanischen Außengebiete (mit Ausnahme Puerto Ricos) und von Washington, D.C. ihre Delegierten für das Repräsentantenhaus. Parallel wurde ein Drittel des Senats neu gewählt, in den Bundesstaaten standen zahlreiche Gouverneursämter zur Neuwahl. Auch wurden Wahlen zu den Parlamenten der Bundesstaaten, Lokal- und Kommunalwahlen sowie Volksabstimmungen abgehalten. Es handelte sich um Halbzeitwahlen (sogenannte Midterm elections) in der Mitte der zweiten Amtszeit von US-Präsident Barack Obama.

## Allgemeines
Gewählt wurden die Abgeordneten per Direktwahl auf zwei Jahre von den stimmberechtigten Bürgern jenes Distrikts, den sie in der Kongresskammer repräsentieren. Die Wahlbezirke sind auf Basis der letzten Volkszählung im Jahr 2010 so zugeschnitten, dass in jedem Distrikt etwa gleich viele Bürger leben. Die Zahl der Abgeordneten, die ein Bundesstaat in das House entsendet, hängt also anders als im Senat von seiner Bevölkerungszahl ab. In seiner neuen Zusammensetzung wird das Repräsentantenhaus erstmals am 3. Januar 2015 zusammentreten.
Die parteiinternen Vorwahlen zur Bestimmung der jeweiligen Kandidaten fanden je nach Bundesstaat zwischen März und September 2014 nach unterschiedlichen Verfahren statt. Die verschiedenen Daten und Wahlmodule sind durch unterschiedliche Wahlrechte der Staaten begründet. Bei der Hauptwahl am 4. November 2014 hat mit Ausnahme Louisianas und Georgias der Kandidat mit den meisten Stimmen die Wahl für sich entschieden (in Louisiana und Georgia finden am 6. Dezember und 6. Januar Stichwahlen statt, falls bei der Hauptwahl kein Kandidat mehr als 50 % der Stimmen erreicht hat).
Im vorigen Repräsentantenhaus verfügte die Republikanische Partei über eine Mehrheit von 233 Sitzen und stellte damit den Sprecher des Hauses, John Boehner aus Ohio. Die Demokratische Partei, deren Fraktionsvorsitz Nancy Pelosi aus Kalifornien ausübt, hatte 199 Mandate inne. Zwei Sitze waren vakant. Nach Meinung zahlreicher politischer Beobachter galt es als eher unwahrscheinlich, dass die Demokraten die fehlenden 19 Mandate für eine Mehrheit hinzugewinnen können. Im Gegenteil wird mehr ein Zugewinn der Republikaner erwartet, die möglicherweise auch eine Mehrheit im Senat erringen könnten. Im historischen Kontext ist es durchaus üblich, dass die Partei des amtierenden Präsidenten bei Midterm elections Sitze in beiden Kongresskammern verliert. Insgesamt bewerben sich 41 Abgeordnete nicht um die Wiederwahl. Sie streben entweder andere politische Ämter an oder wollen aus der Politik ausscheiden.

## Ausgang
Am Morgen des 5. Novembers stand erwartungsgemäß fest, dass die Republikaner ihre Mehrheit in der Kongresskammer ausbauen konnten. Am Ende fielen ihnen 247 der 435 Sitze zu. Damit konnten sie weitere 13 Mandate hinzugewinnen, während die Demokraten ebendiese Zahl an Abgeordneten verloren. Nachdem es den Republikanern auch gelungen war, eine Mehrheit im Senat zu erringen, wurden damit weitreichende Folgen für Barack Obamas Regierungspolitik erwartet.
Nach dem landesweiten Wahltag im November 2014 war über sieben Sitze noch nicht entschieden, da entweder noch nicht alle Stimmen ausgezählt wurden, oder noch Stichwahlen abzuhalten waren. Letzteres betraf allerdings nur Wahlkreise in Georgia und Louisiana, da nur diese Bundesstaaten eine absolute Mehrheit zum Wahlsieg vorsehen. Im Dezember 2014 stand dann folgendes Ergebnis fest:
| Parteien                                                        | Parteien     | Sitze | Sitze | Sitze | Sitze   | Stimmen    | Stimmen | Stimmen |
| --------------------------------------------------------------- | ------------ | ----- | ----- | ----- | ------- | ---------- | ------- | ------- |
| Parteien                                                        | Parteien     | 2012  | 2014  | +/−   | Stärke  | Stimmen    | %       |         |
|                                                                 | Republikaner | 234   | 247   | +13   | 56,8 %  | 40.081.282 | 51,2 %  |         |
|                                                                 | Demokraten   | 201   | 188   | −13   | 43,2 %  | 35.624.357 | 45,5 %  |         |
| Gesamt                                                          | Gesamt       | 435   | 435   | 0     | 100,0 % |            |         |         |
| Quellen: U.S. House Results, The Green Papers: Election results |              |       |       |       |         |            |         |         |

Zusätzlich wurden von den Wählern fünf Delegierte aus den US-Außengebieten (ohne Puerto Rico, das einen Resident Commissioner auf vier Jahre entsendet) und dem Bundesdistrikt bestimmt. Im Gesetzgebungsverfahren haben sie allerdings kein Stimmrecht.